# Pietro Bonilli
Pietro Bonilli (San Lorenzo di Trevi, 15 marzo 1841 – Spoleto, 5 gennaio 1935) è stato un presbitero italiano, fondatore delle Suore della Sacra Famiglia di Spoleto. È stato beatificato da papa Giovanni Paolo II nel 1988.

## Il culto
La causa del beato Pietro Bonilli fu introdotta il 1º luglio 1964; il 30 giugno 1986 papa Giovanni Paolo II ha autorizzato la Congregazione delle Cause dei Santi a promulgare il decreto sulle virtù eroiche del sacerdote, riconoscendogli il titolo di venerabile.
È stato beatificato da Giovanni Paolo II il 24 aprile 1988 in Piazza San Pietro a Roma; nella stessa cerimonia sono stati proclamati beati i venerabili Francisco Palau y Quer, Kaspar Stanggassinger e Savina Petrilli.
Il suo elogio si legge nel Martirologio romano al 5 gennaio, giorno della sua morte.